# Kikuo Wada
Kikuo Wada (和田喜久夫 (?); Teradomari, 1º marzo 1951 – Nagaoka, 8 maggio 2025) è stato un lottatore giapponese, specializzato nella lotta libera.

## Palmarès

### Olimpiadi
- 1 medaglia:
  - 1 argento (Monaco di Baviera 1972 nei pesi leggeri)